# 冬青木坂
冬青木坂（もちのきざか）とは東京都千代田区九段北一丁目にある坂である。

## 所在地
中坂に北に位置し、フィリピン大使公邸と和洋九段女子高等学校に挟まれ、坂下にはホテルグランドパレスが見える。やや急な傾斜のひっそりとした坂。東方目白通りに下る坂が冬青木坂である。もちのき坂「餅木坂」「万年坂」とも言う。

## 名称の由来
名称の由来には諸説あるが、主に以下の二つがあげられる。
千代田区が設置した標識によれば、1697年（元禄10年）の大火災後、冬青木坂より北側には武家屋敷が広がり、南側には元飯田町があった。その坂の途中にあった武家屋敷に植えられていた古木がモチノキであるということから名付けられた。明治時代、坂上の東角には、JR中央線の前身である甲武鉄道の建設に力を尽くし、社長を務めた雨宮敬次郎の邸宅があった。
『新編江戸志』には、「此所を冬青木坂といふこと、いにしへ古びたるもちのき樹ありしより所の名と呼びしといへども、さにはあらず、この坂の傍に、古今名の知れざる唐めきて年ふりたる常盤木ありとぞ、目にはもちの木と見まがへり。この樹、さきの丙午の災に焼けて、ふたたび枝葉をあらわせしとなん。今は磯野氏の屋敷の中にありて、その記、彼の家記に正しく記しありといへり」と、昔この坂のそばにもちの木に似た名前のはっきりわからない常盤木があり、そこからこの坂に「もちのき」の名前がついたようだが、火災で燃えてしまった、とある。

## ギャラリー

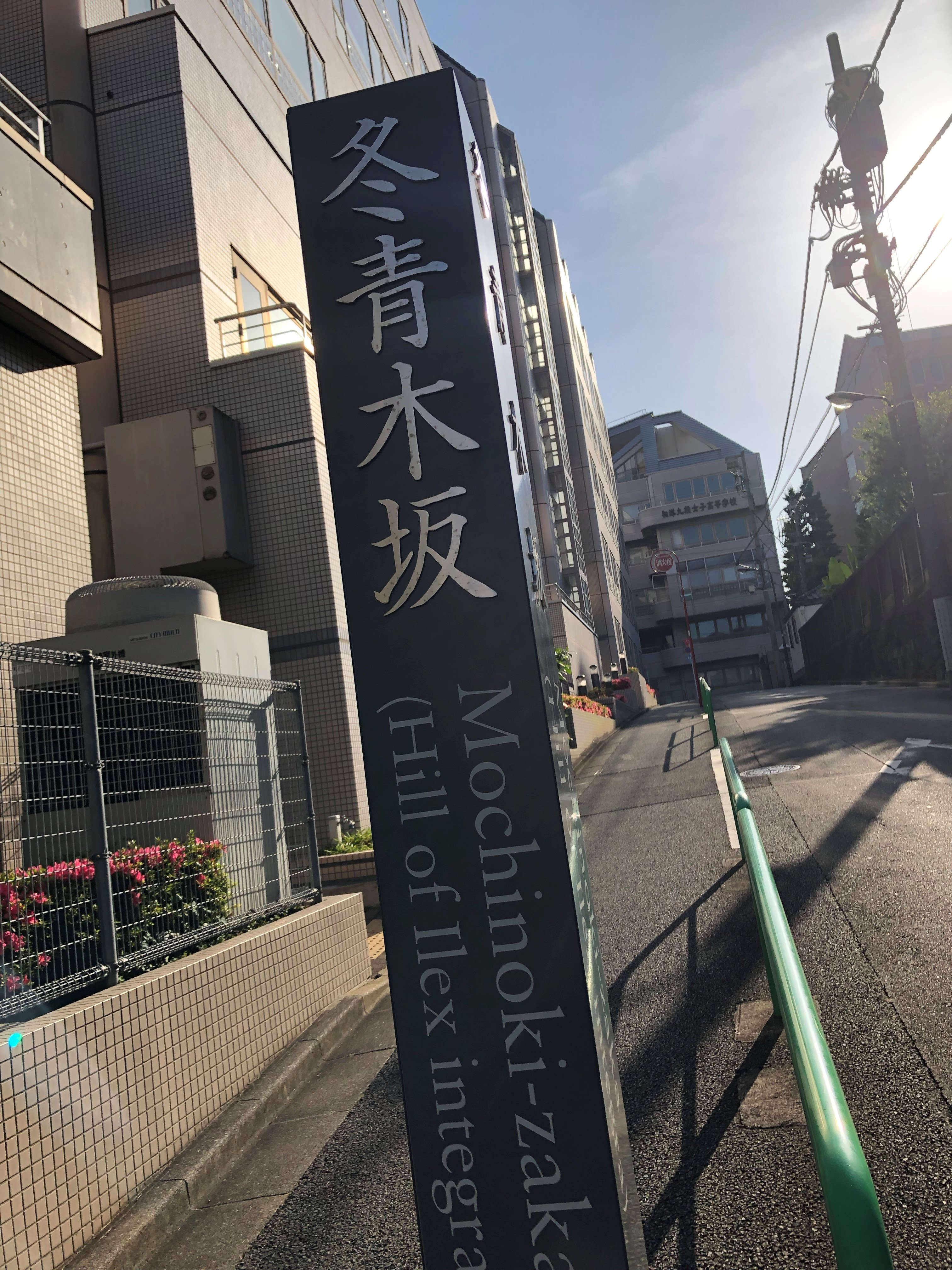
冬青木坂
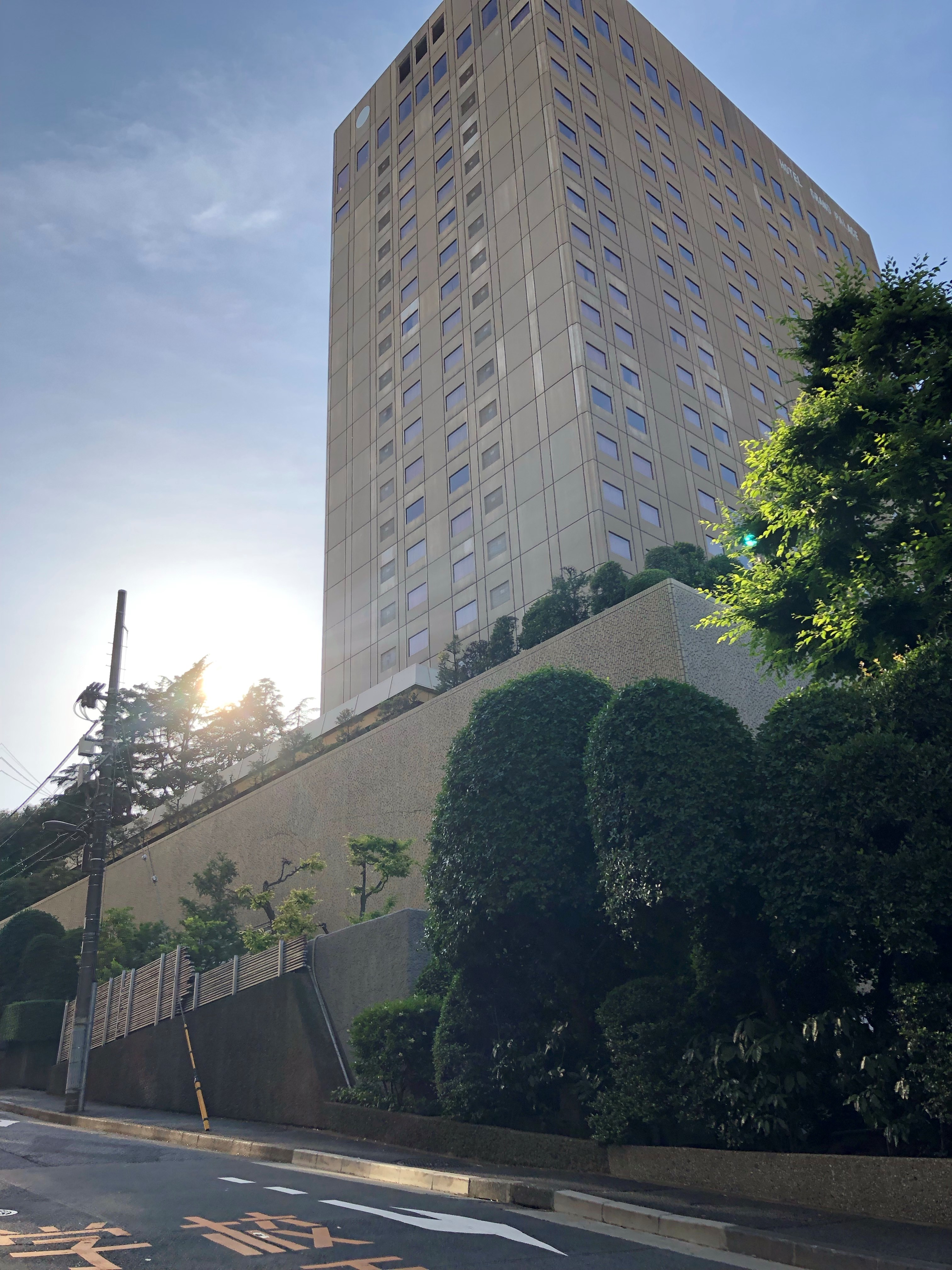
冬青木坂